# Kamianka (Vovtcha)
La rivière Kamianka (en ukrainien : Кам'янка ; en russe : Каменка, Kamenka) est une rivière de l'est de l'Ukraine, s'écoulant dans l'oblast de Dnipropetrovsk. Affluente de la rivière Vovtcha, puis de la rivière Samara, elle appartient au système hydrographique de la rive gauche du fleuve Dniepr.

## Géographie
La rivière Kamianka prend sa source juste à l'est de la localité de Kolona-Mejova, puis borde au sud la commune de Mejova. Elle s'infléchit ensuite vers le sud-ouest, puis vers le sud, jusqu'à s'écouler parallèment à la rivière Vovtcha, puis confluer avec elle en amont de la localité de Novoselivka,.